# هیروکی یاماموتو
هیروکی یاماموتو (ژاپنی: 山本 大貴؛ زادهٔ ۱۵ نوامبر ۱۹۹۱) یک بازیکن فوتبال اهل ژاپن است.
از باشگاه‌هایی که در آن بازی کرده‌است می‌توان به باشگاه فوتبال وگالتا سندای، باشگاه فوتبال ماتسوموتو یاماگا و باشگاه فوتبال فاگیانو اوکایاما اشاره کرد.